# Hager & Meisinger
Die Hager & Meisinger GmbH ist ein deutsches Unternehmen, das sich mit der Entwicklung und Herstellung von rotierenden Instrumenten im Bereich der Dental- und Medizintechnik beschäftigt. Das Sortiment umfasst rund 12.000 Produkte. Teile des Portfolios werden für Anwendungen im Juwelier- und Kosmetikbereich adaptiert. Am Stammsitz Neuss (Nordrhein-Westfalen) entstehen jährlich rund 45 Millionen Einzelinstrumente, die unter der Marke Meisinger von rund 600 Handelspartnern in 100 Ländern vertrieben werden. Die Hauptgeschäftsfelder sind die Zahnmedizin und die Chirurgie/Implantologie.

## Geschichte

### 1888–1950
Firmengründer Artur Meisinger kam in den 1880er Jahren erstmals in Kontakt mit Zahnbohrern, die er als Betreiber eines Uhrengeschäftes mitverkaufte. Zu dieser Zeit stand die Zahnmedizin noch am Anfang ihrer Entwicklung, der Bedarf war groß und die Sortimente klein. Meisinger erkannte das Potential, gab sein Uhrengeschäft auf und gründete am 15. Juni 1888 die „Deutsch-Amerikanische Zahnbohrerfabrik“ (DAZF) in Düsseldorf. Das Unternehmen stellte als eines der ersten weltweit Bohrer mittels halbautomatischer Antriebe maschinell her.
1912 gründete Willy Noack, ehemaliger Feinmechaniker Meisingers, zusammen mit Erwin Hager die Firma „Erwin Hager & Co.“ und trat damit zunächst in den Wettbewerb zur DAZF. Zwölf Jahre später verbanden sich die beiden Unternehmen zur „Hager & Meisinger GmbH“. 1924 entstand das orange-weiße Markenzeichen, das auf der Unterschrift Artur Meisingers basiert und bis heute im Wesentlichen unverändert ist.
Im Zuge des Zweiten Weltkriegs wurden 1943 weite Teile der Produktion bei einem Bombenangriff zerstört und 1945 viele der verbliebenen Maschinen von den Alliierten sichergestellt. Nach dem Wiederaufbau konnte die Produktion 1946 fortgesetzt werden.

### 1950–2000
Gemeinsam mit der Johannes Gutenberg-Universität Mainz entwickelte Hager & Meisinger 1950 die ersten Hartmetallbohrer, die drei Jahre später in Serienproduktion gingen. 1963 wurden die Produktionskapazitäten durch einen zweiten Produktionsstandort in Düsseldorf erweitert. 1970 entwickelte Meisinger die ersten kreuzverzahnten Hartmetall FG-Bohrer (RX-Bohrer).
Mit dem Einstieg in das Geschäftsfeld Implantologie im Jahr 1987 erweiterte Meisinger sein Betätigungsfeld um ein zu dieser Zeit noch wenig erforschtes Teilgebiet der Zahnheilkunde.
Seit 1998 werden aufeinander abgestimmte Implantatsysteme produziert, aus denen wenige Jahre später das firmeneigene "Bone Management" hervorging.

### Seit 2000
2001 gründete Meisinger in den USA ein Vertriebsstandort für den US-amerikanischen Markt. Ein Jahr später wurde der deutsche Firmensitz von Düsseldorf nach Neuss verlegt und Produktion und Verwaltung an einem Standort zusammengeführt.
2002 entstand die Produktlinie „Meisinger Bone Management“. Das in Zusammenarbeit mit Wissenschaftlern und Praktikern entwickelte Portfolio bietet aufeinander abgestimmte Systemlösungen für kontrollierte und minimalinvasive implantologische Eingriffe.
2004 veranstaltete Meisinger erstmals Seminare zur Fortbildung für Zahnärzte. Neben Symposien im In- und Ausland organisiert Meisinger seit 2009 in Kooperation mit dem Sportwagenhersteller Porsche die „Bone Management Road Show“.

## Produkte

### Dental

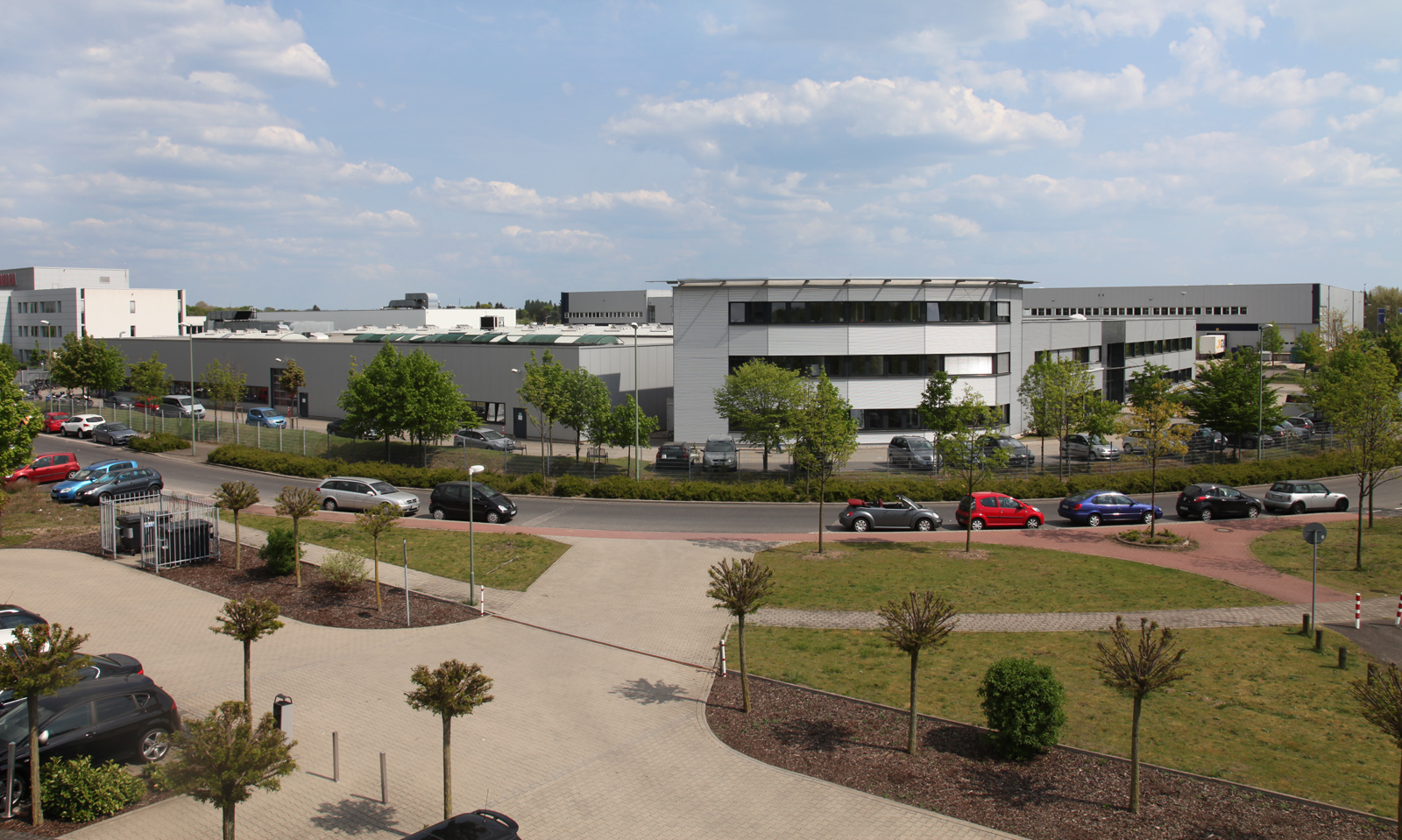
Meisinger Produktion und Verwaltung in Neuss, NRW

Das Dental-Portfolio besteht aus Instrumenten und Antrieben für den täglichen Bedarf in Zahnarztpraxen und Dentallaboren:
Diamantinstrumente, Hartmetallinstrumente, Keramische Schleifer, Elastische Polierer, Stahlinstrumente, Endodontie-Systeme, Kieferorthopädie-Systeme, Chirurgie-Systeme, Winkelstücke, Turbinen, und Knochenaufbaumaterial.

### Implantologie/Bone Management
In Zusammenarbeit mit Wissenschaftlern und Praktikern hat Hager & Meisinger die Produktlinie Bone Management entwickelt. Ziel war es, eine deutlich größere Anwendergruppe in die Lage zu versetzen, eine sichere Implantatversorgung ausführen zu können. Als Systemkomplettlösung ermöglicht Bone Management – unabhängig vom gewählten Implantatsystem – eine kontrollierte Optimierung des knöchernen Implantatlagers bei gleichzeitiger Minimalinvasivität des chirurgischen Eingriffs und Vereinfachung der Implantation auch bei komplizierten Indikationen. Bone Management stellt für sämtliche Aufgabenstellungen der Implantatvorbereitung von Wurzelextraktion über Knochentransfer bis hin zum Sinuslift die erforderlichen Instrumente samt Zubehör bereit.

## Fortbildung und Messen
Seit 2004 veranstaltet Meisinger Fortbildungen für Zahnärzte und Implantologen im In- und Ausland. Dabei werden neue Entwicklungen und Trends aus den Bereichen Dentalmedizin und Implantologie theoretisch und praktisch vermittelt.

## Ausbildung
Meisinger bildet derzeit (Stand: Mai 2014) in den folgenden Berufen aus:
- Zerspanungsmechaniker/-in
- Fachkraft für Metalltechnik (m/w)